# 1860 en arts plastiques
| Années des arts plastiques : 1857 - 1858 - 1859 - 1860 - 1861 - 1862 - 1863    |
| Décennies des arts plastiques : 1830 - 1840 - 1850 - 1860 - 1870 - 1880 - 1890 |

Cette page concerne l'année 1860 en arts plastiques.

## Événements
- 18 août - 1 novembre : ouverture du Salon de Bruxelles de 1860

## Œuvres

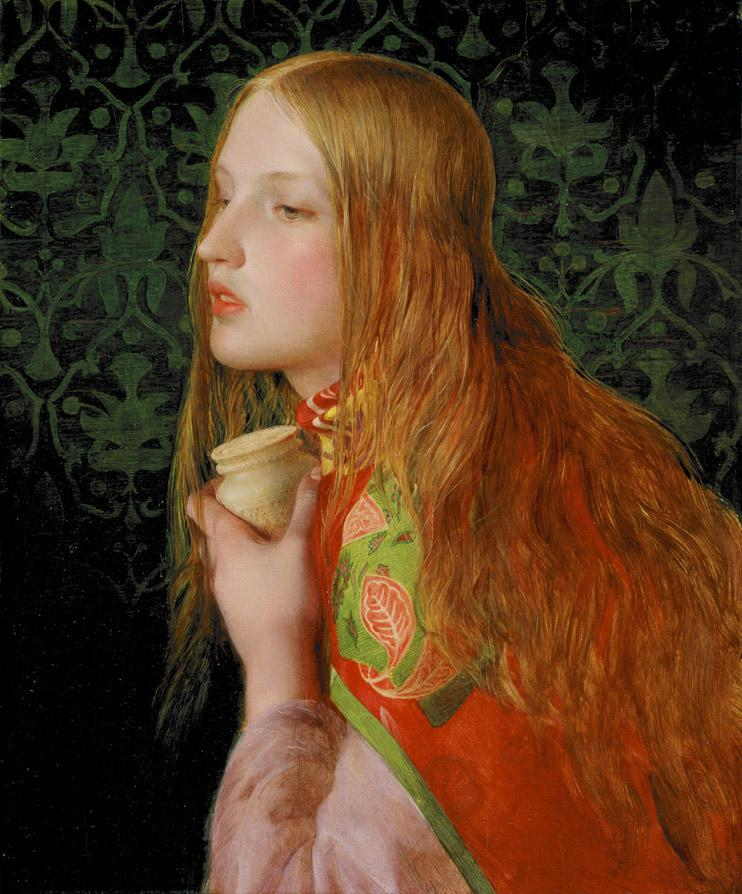
Marie-Madeleine, toile de Anthony Frederick Augustus Sandys.

- Portrait de M. et Mme Auguste Manet : peinture à l'huile d'Édouard Manet,
- Le Chanteur espagnol : peinture à l'huile d'Édouard Manet,
- La Nymphe surprise : peinture à l'huile d'Édouard Manet,
- Últimos momentos de Fernando IV el Emplazado : peinture à l'huile de José Casado del Alisal,
- Découverte du Sauveur dans le Temple : peinture à l'huile de William Holman Hunt.
- Petite Fille en lit bébé avec papillon : peinture à l'huile sur toile de forme ovale de 75 × 76 cm, réalisée par Antonio Rotta et conservée au Museo Bottacin de Padoue[1].
- Un homme et son chien : huile sur toile de 75 × 76 cm, réalisée par Antonio Rotta et conservée au Musée Revoltella de Trieste[2].

## Naissances
- 1er janvier :
  - John Cassidy, sculpteur et peintre irlandais († 19 juillet 1939),
  - Jan Vilímek, peintre et illustrateur austro-hongrois puis tchécoslovaque († 15 avril 1938),
- 2 janvier : Charles Léon Méry, peintre français († 5 décembre 1924),
- 5 janvier : Jean-Adolphe Chudant, peintre français († 1929),
- 6 janvier : Léon Hingre, peintre et illustrateur français († 1926),
- 8 janvier : François Guiguet, peintre et lithographe français († 3 septembre 1937),
- 17 janvier : Georges Récipon, peintre et sculpteur français († 2 mai 1920),
- 9 février : Maurice Réalier-Dumas, peintre et affichiste français († 25 décembre 1928),
- 10 février : Valère Bernard, peintre, écrivain et poète français († 6 octobre 1936),
- 11 février : Giulio Aristide Sartorio, peintre italien († 3 octobre 1932),
- 13 février : Willem Bastiaan Tholen, peintre, dessinateur et graveur néerlandais († 5 décembre 1931),
- 14 février : Léo Gausson, peintre français († 27 octobre 1944),
- 15 février : Federigo Pedulli, peintre italien († après 1938),
- 16 février : Vittorio Cavalleri, peintre italien († 1938),
- 17 février : Jean de Francqueville, peintre et maire français († 30 mars 1939),
- 18 février : Anders Zorn, peintre, graveur, sculpteur et photographe suédois († 22 août 1920),
- 21 février : G. P. Nerli, peintre italien († 24 juin 1926),
- 26 février : Giovanni Beltrami, peintre, illustrateur, critique d'art et affichiste italien († 31 janvier 1926),
- 5 mars : Fredrik Kolstø, peintre norvégien († 2 avril 1945),
- 8 mars : Georges Castex, peintre français († 1943),
- 11 mars : Leon Senf, peintre, céramiste et graveur néerlandais († 3 septembre 1940),
- 20 mars : Maria Gażycz, peintre, restauratrice d'art et religieuse polonaise († 13 septembre 1935),
- 24 mars : Georges Charlet, graveur au burin, peintre et céramiste animalier français († 2 septembre 1934),
- 3 avril :
  - Édouard Brun, peintre paysagiste français († 1935),
  - Ulpiano Checa y Sanz, peintre et graveur espagnol († 5 janvier 1916),
- 6 avril : Charles Allard, peintre et lithographe belge († 7 février 1921),
- 7 avril :
  - Georges Ferdinand Bigot, peintre, illustrateur, caricaturiste et graveur français († 10 octobre 1927),
  - Henri Duhem, peintre français († 24 octobre 1941),
- 8 avril : Maurice Lefebvre-Lourdet, peintre, dessinateur, illustrateur et affichiste français († 26 mai 1934),
- 13 avril : James Ensor, peintre belge († 19 novembre 1949),
- 29 avril : Lorado Taft, sculpteur américain († 30 octobre 1936),
- 5 mai : Emmanuel Samson, peintre et sculpteur français († 26 avril 1926),
- 9 mai : Henry Paul Edmond Caron, peintre français († 29 septembre 1941),
- 14 mai : Bruno Liljefors, peintre suédois († 18 décembre 1939),
- 21 mai : Henri Jaubert, peintre et aquarelliste français († 28 juin 1936),
- 23 mai : Giacomo Grosso, peintre italien († 14 janvier 1938),
- 1er juin : Charles W. Bartlett peintre britannique († 16 avril 1940),
- 11 juin : Albert Matignon, peintre et illustrateur français († 17 juin 1937),
- 7 juillet : Louis Eugène Baille, peintre français († 15 août 1956),
- 24 juillet : Alfons Mucha, peintre austro-hongrois puis tchécoslovaque († 14 juillet 1939),
- 29 juillet :
  - Andreas Bloch, explorateur, peintre, illustrateur et costumier norvégien († 11 mai 1917),
  - René Schützenberger, peintre français († 31 décembre 1916),
- 30 juillet : Émile Jourdan, peintre français († 29 décembre 1931),
- 5 août : Henri Martin, peintre post-impressionniste français († 12 novembre 1943),
- 12 août :
  - Annette Abrard, peintre française († 1938),
  - Félix Desgranges, peintre français († 21 janvier 1942),
- 13 août : Willem Witsen, peintre et photographe néerlandais († 13 avril 1923),
- 15 août : Kolë Idromeno, peintre, sculpteur, architecte, ingénieur, musicien et photographe albanais († 12 décembre 1939),
- 16 août :
  - Antoine Calbet, peintre, aquarelliste, dessinateur, graveur et illustrateur français († 21 août 1942),
  - Paul Emmanuel Legrand, peintre français († 17 janvier 1947),
- 19 août : Pierre Waidmann, peintre et sculpteur français († 26 octobre 1937),
- 25 août :
  - José Roy, illustrateur français († 28 mars 1947),
  - Gustave Surand, peintre français († 1937),
  - Marie Tonoir, peintre française († 12 mars 1934),
- 30 août : Isaac Levitan, peintre paysagiste russe († 4 août 1900),
- 11 septembre : Marianne von Werefkin, peintre russo-suisse († 6 février 1938),
- 16 septembre : Charles Clair, peintre et graveur français († 1930),
- 26 septembre :
  - Gabrielle Debillemont-Chardon, peintre miniaturiste française († 26 septembre 1957),
  - Albert Lynch, peintre et illustrateur d'origine allemande et péruvienne naturalisé français († 1950),
- 30 septembre : Vincenzo Irolli, peintre italien († 27 novembre 1949),
- 1er octobre :
  - Charles Bertier, peintre paysagiste français († 26 juillet 1924),
  - Basilio Cascella, peintre italien († 24 juillet 1950),
- 4 octobre : Maximilian Lenz, peintre, graphiste et sculpteur autrichien († 19 mai 1948),
- 5 octobre : Manuel Orazi, peintre, illustrateur, affichiste et décorateur français d'origine italienne, de style Art nouveau († 28 octobre 1934),
- 7 octobre : Maurice Moisset, peintre paysagiste français († 30 janvier 1946),
- 10 octobre : Alexis Axilette, peintre français († 3 juillet 1931),
- 12 octobre : Louis-Jules Dumoulin, peintre français († 5 décembre 1924),
- 17 octobre : Roderic O'Conor, peintre et graveur irlandais († 18 mars 1940),
- 22 octobre : Charles Amable Lenoir, peintre français († 1er août 1926),
- 25 octobre : Nikolaï Samokich, peintre et illustrateur russe puis soviétique († 18 janvier 1944),
- 1er novembre : Ernst Stöhr, peintre, poète et musicien autrichien († 17 juin 1917),
- 2 novembre : Léopold Stevens, peintre, illustrateur et affichiste français († 8 septembre 1935),
- 11 novembre : Maurice Lévis, peintre et aquarelliste français († 31 janvier 1941),
- 16 novembre : Eugène Deully, peintre français et conservateur général des musées de Lille († 6 décembre 1933),
- 18 novembre : Mikhaïl Tkatchenko, peintre russe († 2 janvier 1916),
- 19 novembre : Lucien Laurent-Gsell, peintre et illustrateur français († 30 mars 1944),
- 20 novembre : Joseph Eysséric, peintre français († 3 juillet 1932),
- 22 novembre :
  - Eugène Chigot, peintre français († 14 juillet 1923),
  - Théo Mayan, peintre français († 1936),
- 28 novembre : Charles Morel, peintre, graveur et illustrateur français († 26 juillet 1908),
- 19 décembre : Georges Roussel, peintre de genre et d'histoire français († 29 mars 1928),
- 23 décembre :
  - Leroy-Dionet, peintre français († 10 janvier 1939),
  - Édouard Herzig, peintre et caricaturiste français d'origine suisse († 3 octobre 1926),
- 27 décembre : Paul Leroy, peintre orientaliste français († 1942),
- ? :
  - Henri Joseph Castaing, peintre français († 1918),
  - Hortense Dury-Vasselon, peintre française († 1924),
  - Émile Godchaux, peintre français († 1938),
  - William Lee, peintre et potier français († 1915),
  - Honoré-Louis Umbricht, peintre français († 1943).

## Décès
- 16 février :  Auguste Raffet, dessinateur, graveur et peintre français (° 2 mars 1804),
- 25 février : Jean-Jacques Champin, peintre aquarelliste et lithographe français (° 8 septembre 1796),
- 27 février : Antoine François Gelée, graveur, lithographe et illustrateur français (° 13 mai 1796),
- 5 mars : Alfred de Dreux, peintre français (° 23 mars 1810),
- 6 mars : Pelagio Palagi, peintre italien (° 25 mai 1775),
- 16 mars : Jacques-Luc Barbier-Walbonne, peintre français (° 18 octobre 1769),
- 1er avril : Jules Coignet, peintre français (° 2 novembre 1798),
- 9 avril : 
  - Johann Baptist Isenring, peintre, graveur et daguerréotypiste suisse (° 12 mai 1796),
  - Charles Rodius, peintre et lithographe actif en Australie (° 1802),
- 12 mai : Cherubino Cornienti, peintre italien (° 25 mars 1816),
- 14 mai : Mauro Conconi, peintre italien (° 7 décembre 1815),
- 2 juin : Jacques Auguste Regnier, peintre d'histoire et paysagiste français (° 26 août 1787),
- 10 juin : Jean-Jacques Monanteuil, peintre français de genre, de portraits et paysagiste (° 11 juillet 1785),
- 15 juin : Juan Antonio de Ribera, peintre espagnol (° 27 mai 1779),
- 27 juin : Claude Bonnefond, peintre et lithographe français (° 27 mars 1796),
- 3 juillet : Simon Saint-Jean, peintre français (° 14 octobre 1808),
- 22 août : Alexandre-Gabriel Decamps, peintre romantique français, père fondateur de l'orientalisme (° 3 mars 1803),
- 19 septembre : Robert Eberle, peintre allemand (° 22 juillet 1815),
- 21 septembre : Pierre-Julien Gilbert, peintre de la marine français (° 15 mars 1783),
- 30 septembre : Jules Bouhin, sculpteur français (° 30 août 1820),
- 2 octobre : Louis Hersent, peintre et graveur français (° 10 mars 1777),
- 3 octobre :
  - Alfred Edward Chalon, peintre suisse (° 15 février 1780),
  - Rembrandt Peale, peintre néo-classicique américain (° 22 février 1778),
- 25 octobre : François-René Moreaux, peintre et photographe franco-brésilien († 3 janvier 1807),
- 2 décembre :  Léopold Burthe, peintre franco-américain (° 3 novembre 1823),

- ? : Henry Winkles, illustrateur architectural, graveur et imprimeur britannique (° 1801).